# Rondônia
Rondonia és un estat del Brasil localitzat a la regió Nord. Té com a límits: Amazonas (N), Mato Grosso (E), Bolívia (S i O) i Acre (O). Té una superfície de 238 512,8 km². La seva capital és Porto Velho.
Les seves ciutats més importants són Porto Velho, Ji-Paraná, Ariquemes, Cacoal i Vilhena. El seu relleu és suaument ondulat; el 94% del territori es troba entre les altituds de 100 i 600 metres. Madeira, Ji-Paraná, Guaporé i Mamoré en són els rius principals.
El clima és equatorial i l'economia es basa en la ramaderia i en l'agricultura (cafè, cacau, arròs, mandioca, panís) i en l'extracció de la fusta, de minerals i de làtex, aquesta última responsable per portar gran riquesa i pujança durant l'anomenat cicle del cautxú a començaments del segle XX.
És l'estat que més es desenvolupa al Brasil, i va aconseguir el 2007 la impressionant marca del 48% de creixement econòmic. El 2013, Les ciutats d'Ariquemes i Vilhena van aparèixer recentment en la revista "Petites Empreses & Grans Negocis", i estan entre les 25 millors ciutats del Brasil emprenedores.